# أولاد إبراهيم (اولاج سي بويحيا)
أولاد إبراهيم هو دُوَّار يقع بجماعة أولاد سي بوحيى، إقليم سيدي بنور، جهة الدار البيضاء سطات في المملكة المغربية. ينتمي الدوّار لمشيخة اولاج سي بويحيا التي تضم 25 دوار. يقدر عدد سكانه بـ 200 نسمة حسب الإحصاء الرسمي للسكان والسكنى لسنة 2004.

## روابط خارجية
- البوابة الوطنية للجماعات الترابية
- المندوبية السامية للتخطيط